# Queretes
Queretes o Cretes, en espanyol i oficialment Cretas, és una vila i municipi de la comarca del Matarranya (província de Terol, a la comunitat autònoma d'Aragó) .
Lo 8 d'octubre de 1530, fou lo dia en què la vila es pogué alliberar del domini de l'Orde de Calatrava i passà a ser vila reial. En un primer moment, la vila va pertànyer als senyors de Cambrils i al Bisbat de Tortosa, però després l'orde de Calatrava s'apoderà dels seus dominis. L'any 1295 lo bisbe de Tortosa arrendà la vila per una quantitat de 3.000 sous, però tot seguit se negà a pagar, argüint antics drets. Després de moltes lluites entre l'orde i el bisbe, los queretans se posaren al costat del bisbe i acordaren que es posarien sota l'advocació del sant del dia en lo moment que es deslliuressin del domini de l'orde. Per això hui celebren la festa major el 8 d'octubre, en honor de Santa Pelaia.
La vila sempre ha tingut una gran tradició artística, no debades al seu terme, en concret al barranc de Calapatar i al dels Gascons, se descobriren les primeres pintures rupestres de tipus llevantí. Després los ibers, en la gran quantitat de poblats escampats arreu del terme, feren de les seues, i al poblat del Mas de Magdalenes se trobà una estela amb la inscripció <CALUSENDAR>. Hui a la població hi ha una exposició permanent sobre la llengua d'este poble.

Cretes ofereix actualment al visitant nombrosos records de l'esplendor d'èpoques passades en forma de portals, finestrals gòtics i escuts heràldics, així com pintorescos carrers amb arcades. Al centre de la vila despunta la majestuosa església parroquial de l'Assumpció, edifici d'estructura gòtica amb la façana plateresca on se llegeix: 
| « | A costa de Cretas hem va fer Xado. | » |

A poc més d'un quilòmetre de la població, hi ha el santuari de la Mare de Déu de la Misericòrdia, edifici gòtic-renaixentista de pedra i campanar d'espadanya. Darrerament s'ha presentat un llibre sobre la història d'estos dos edificis, a càrrec dels historiadors Joan-Hilari Muñoz, Joan Yegüas i Joan Lluís Camps.

## Administració
| Període     | Alcalde o alcaldessa                           | Partit polític | Data de possessió     | Observacions |
| ----------- | ---------------------------------------------- | -------------- | --------------------- | ------------ |
| 1979–1983   | Luis Jasanada Salvador                         | UCD            | 19/04/1979            | --           |
| 1983–1987   | Luis Jasanada Salvador                         | CDS            | 28/05/1983            | --           |
| 1987–1991   | Joaquín Camps Vilalta                          | AP             | 30/06/1987            | --           |
| 1991–1995   | Joaquín Juan Campanals                         | PAR            | 15/06/1991            | --           |
| 1995–1999   | Joaquín Juan Campanals                         | PAR            | 17/06/1995            | --           |
| 1999–2003   | Antoni Llerda Juan                             | PSOE           | 03/07/1999            | --           |
| 2003–2007   | Antoni Llerda Juan José Miguel Dalmau Lombarte | PSOE           | 14/06/2003 06/09/2005 | --           |
| 2007–2011   | Adrián Portolés Pellicer                       | PSOE           | 16/06/2007            | --           |
| 2011–2015   | Fernando Javier Camps Juan                     | PP             | 11/06/2011            | --           |
| 2015–2019   | Fernando Javier Camps Juan                     | PP             | 13/06/2015            | --           |
| 2019-2023   | Fernando Javier Camps Juan                     | PP             | 15/06/2019            | --           |
| Des de 2023 | Fernando Javier Camps Juan                     | PP             | 17/06/2023            | --           |

## Monuments i llocs d'interès
- Església de l'Assumpció. Declarada Monument històric lo 04-12-2001.
- Jaciments arqueològics: poblat ibèric dels Castellans (Cretes-Calaceit), etc.
- Pintures rupestres: coves de la Font Bernarda, del Mas de l'Abogat, roca dels Moros i els Gascons.

## Galeria de portals històrics

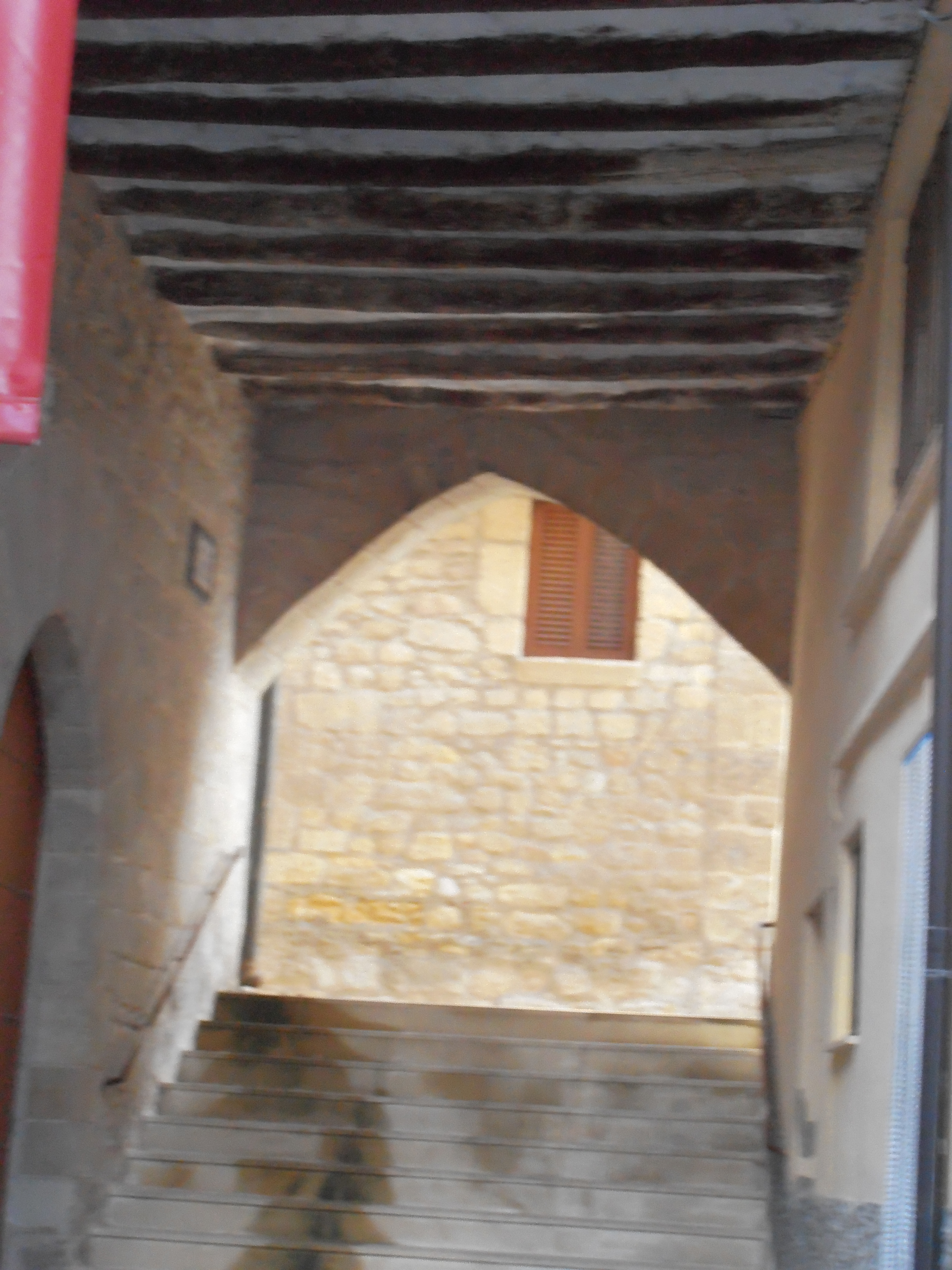
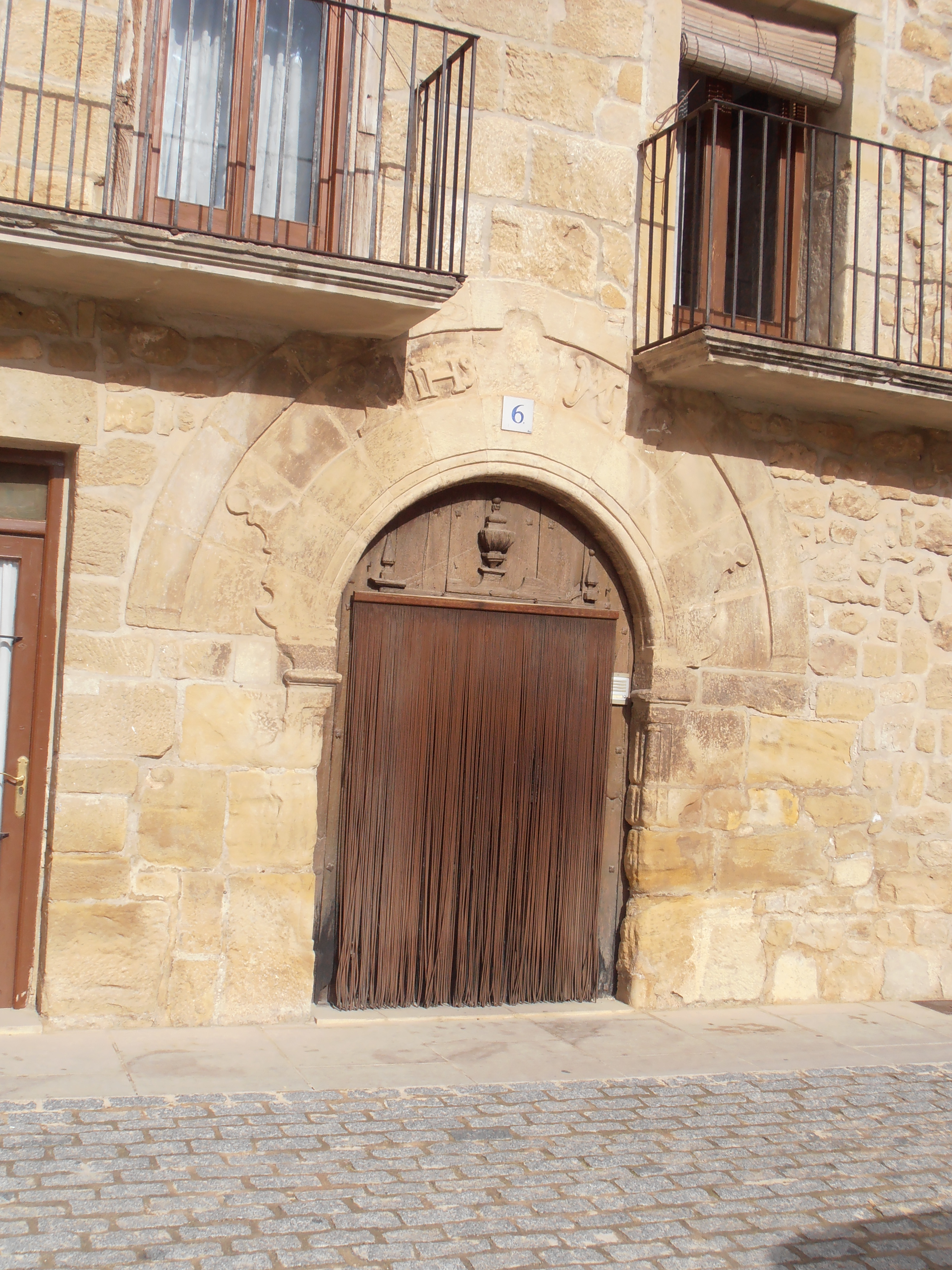
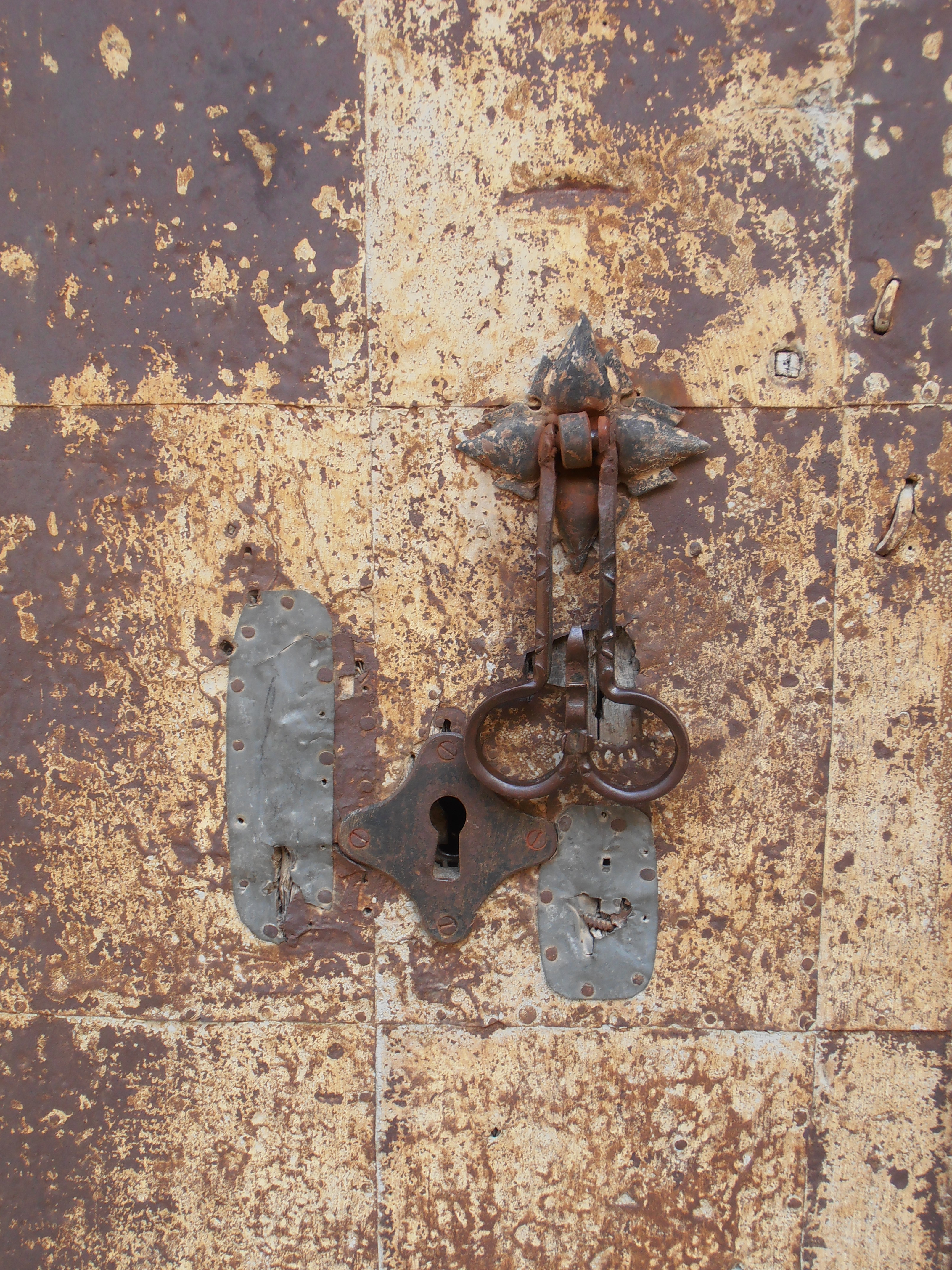
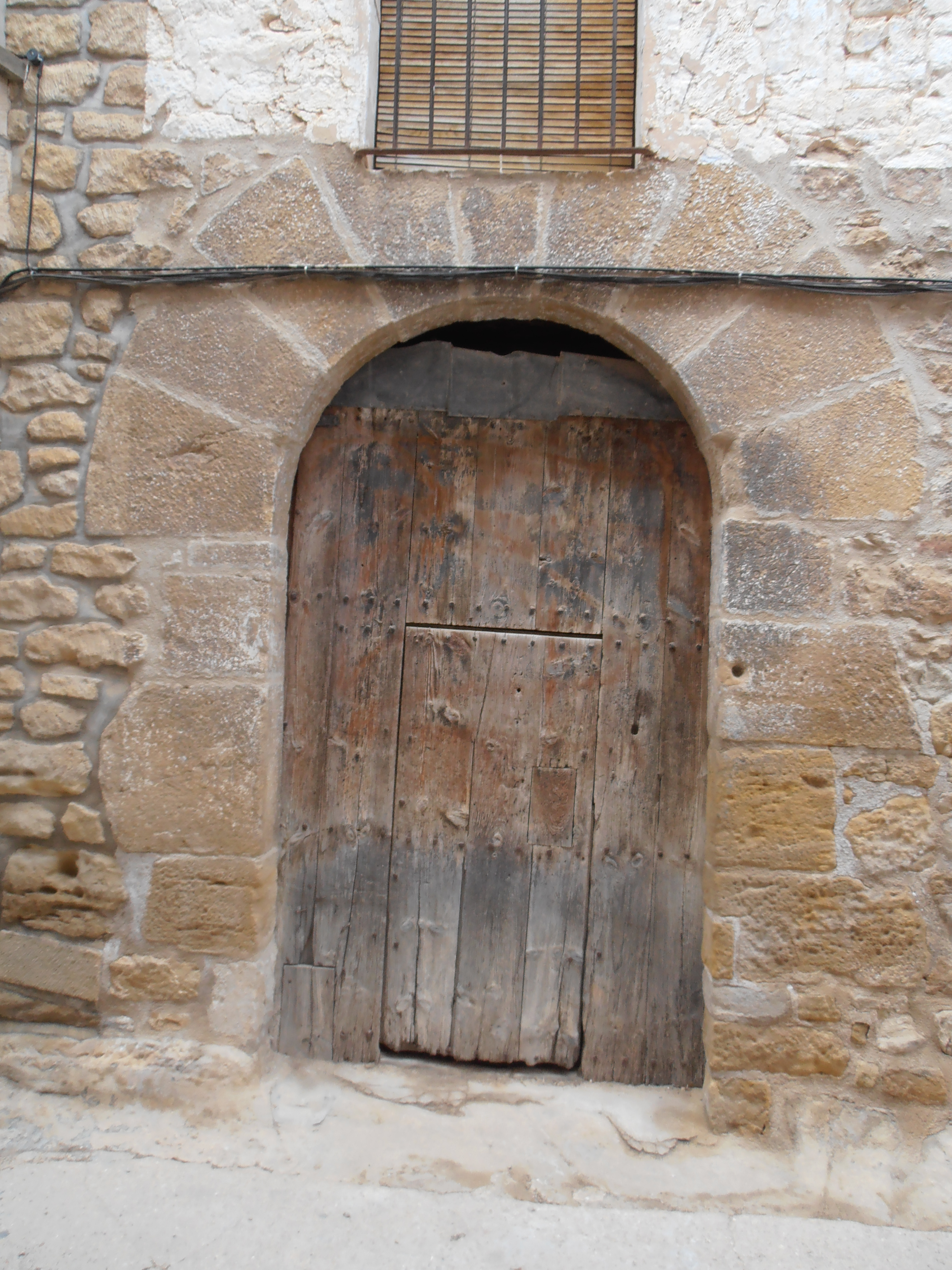
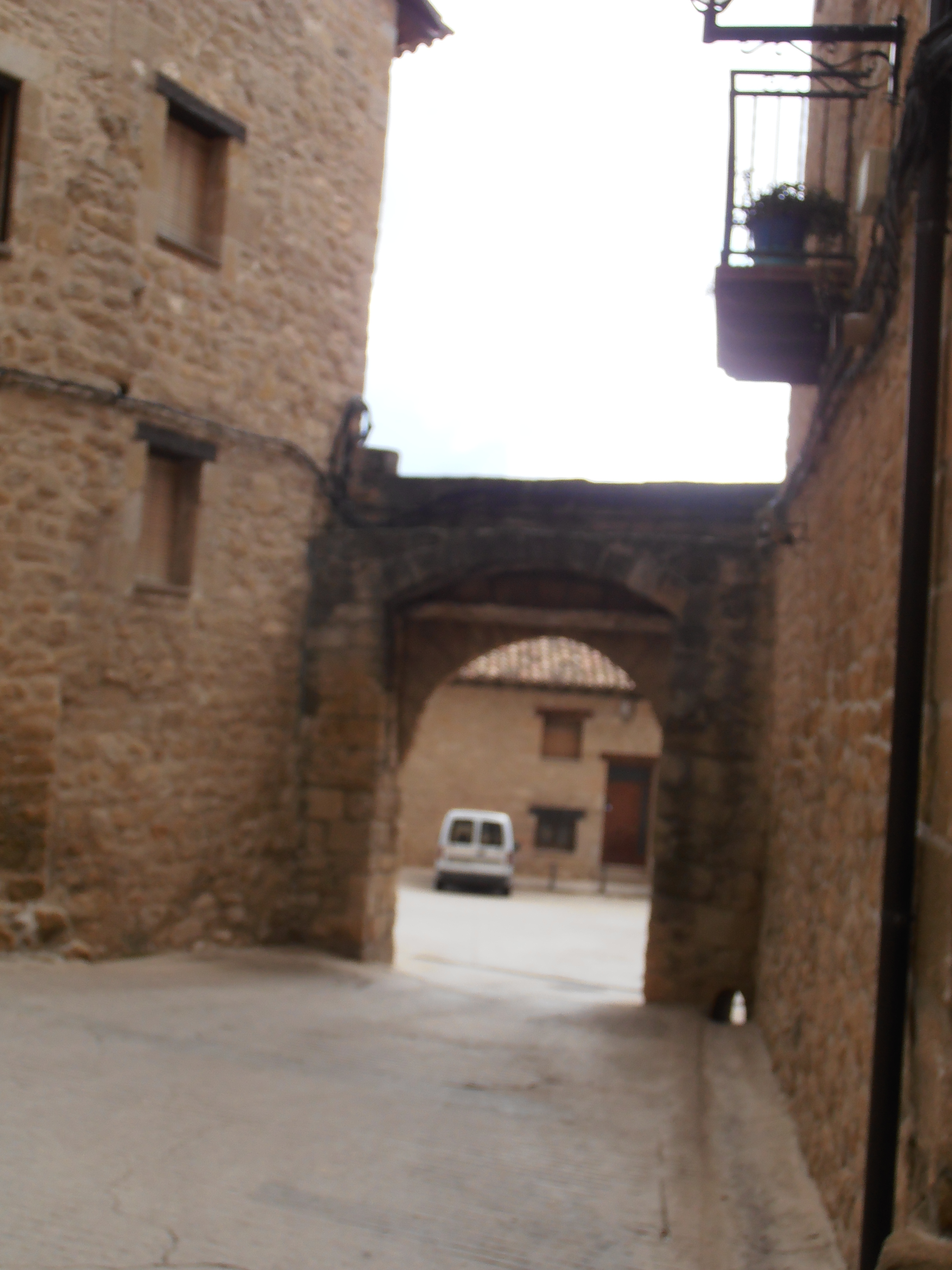
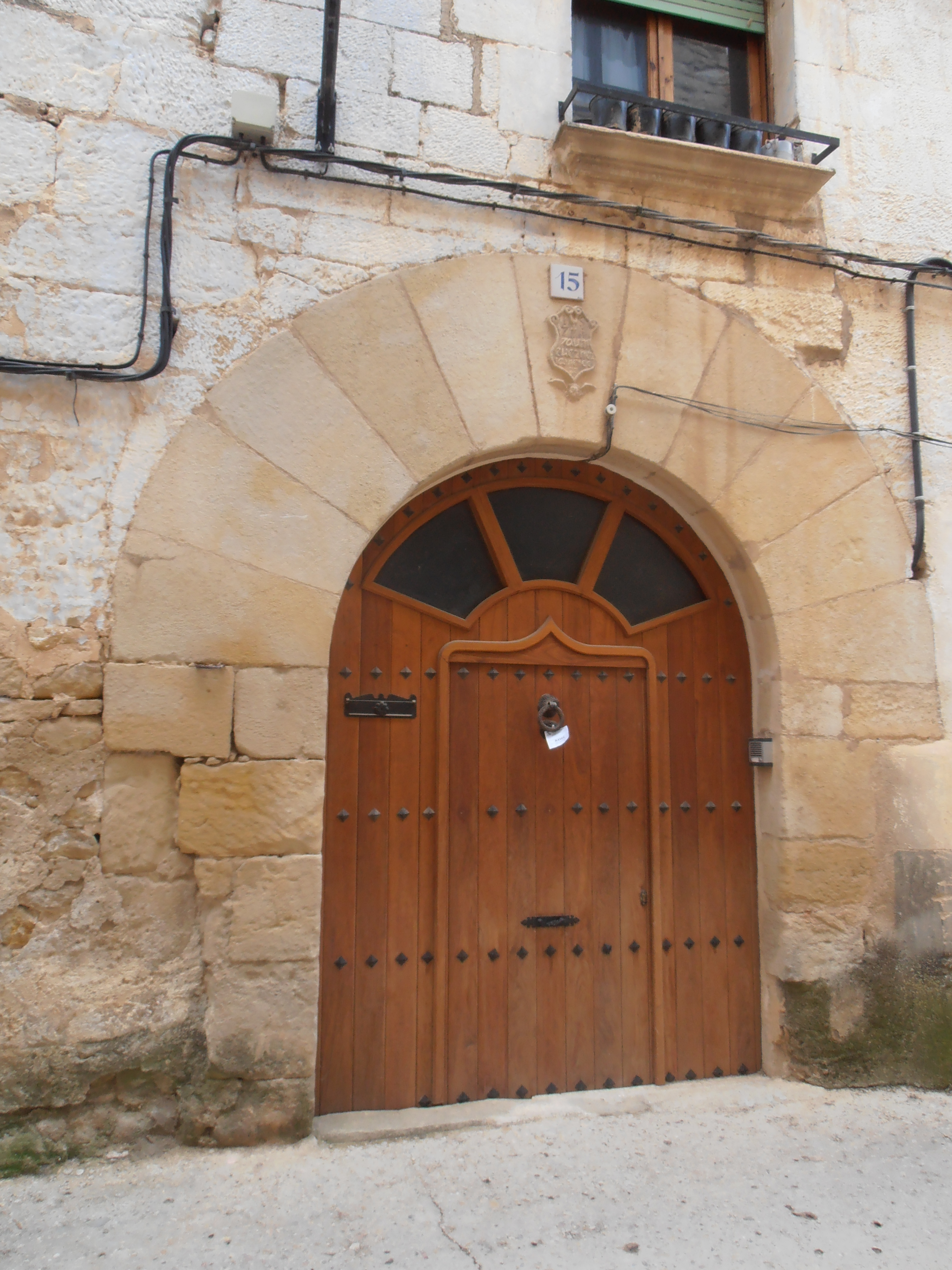
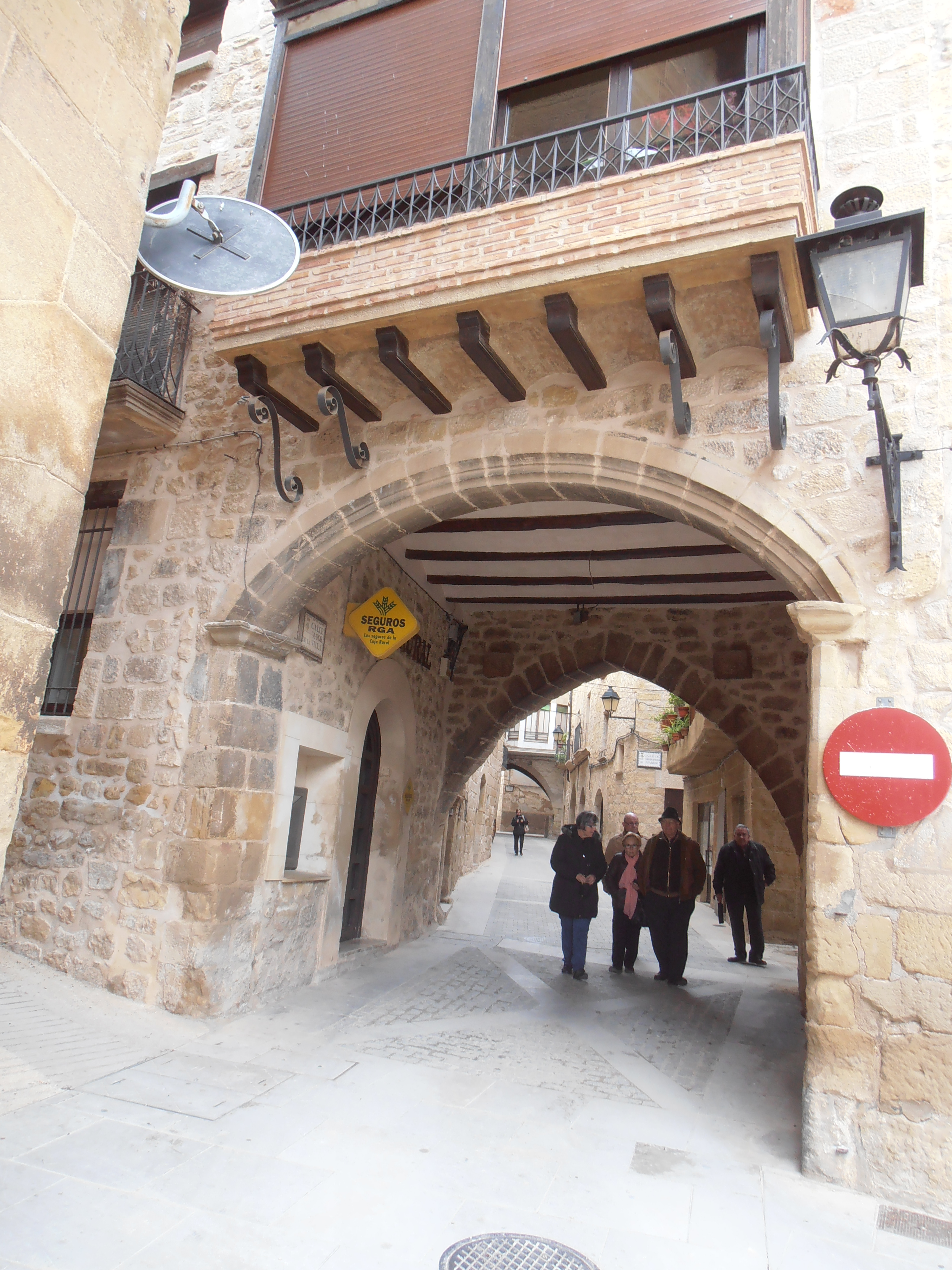
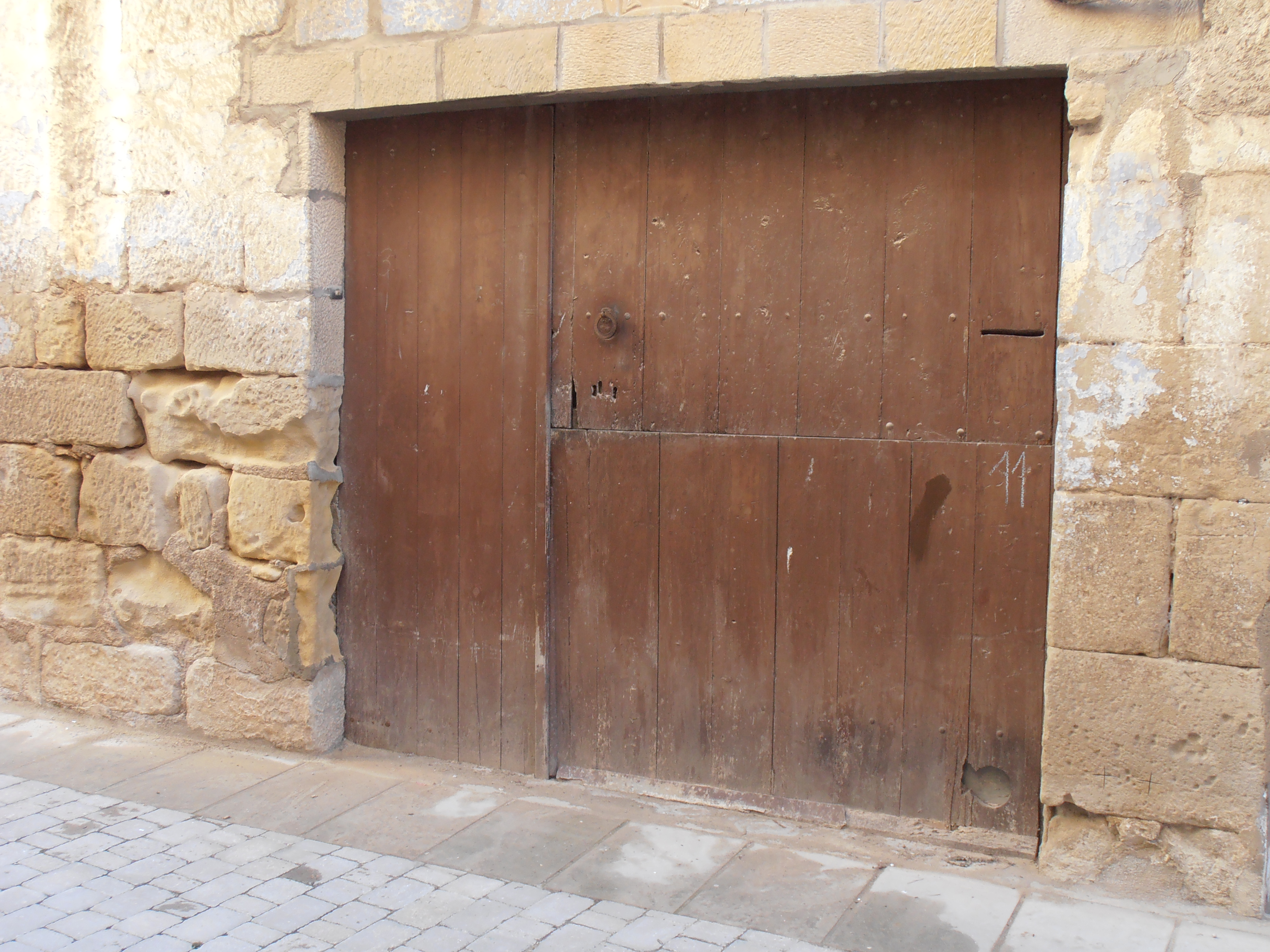
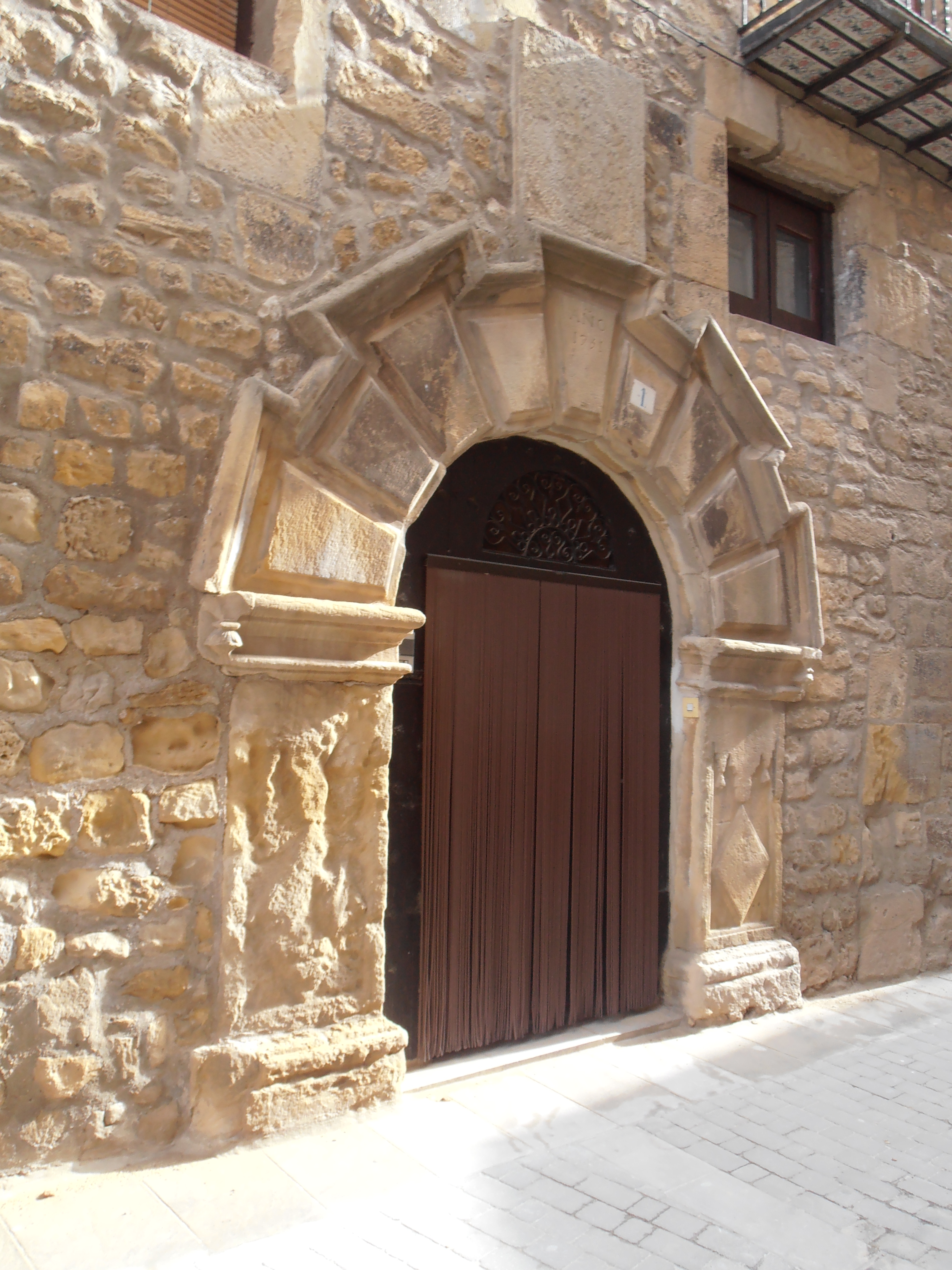
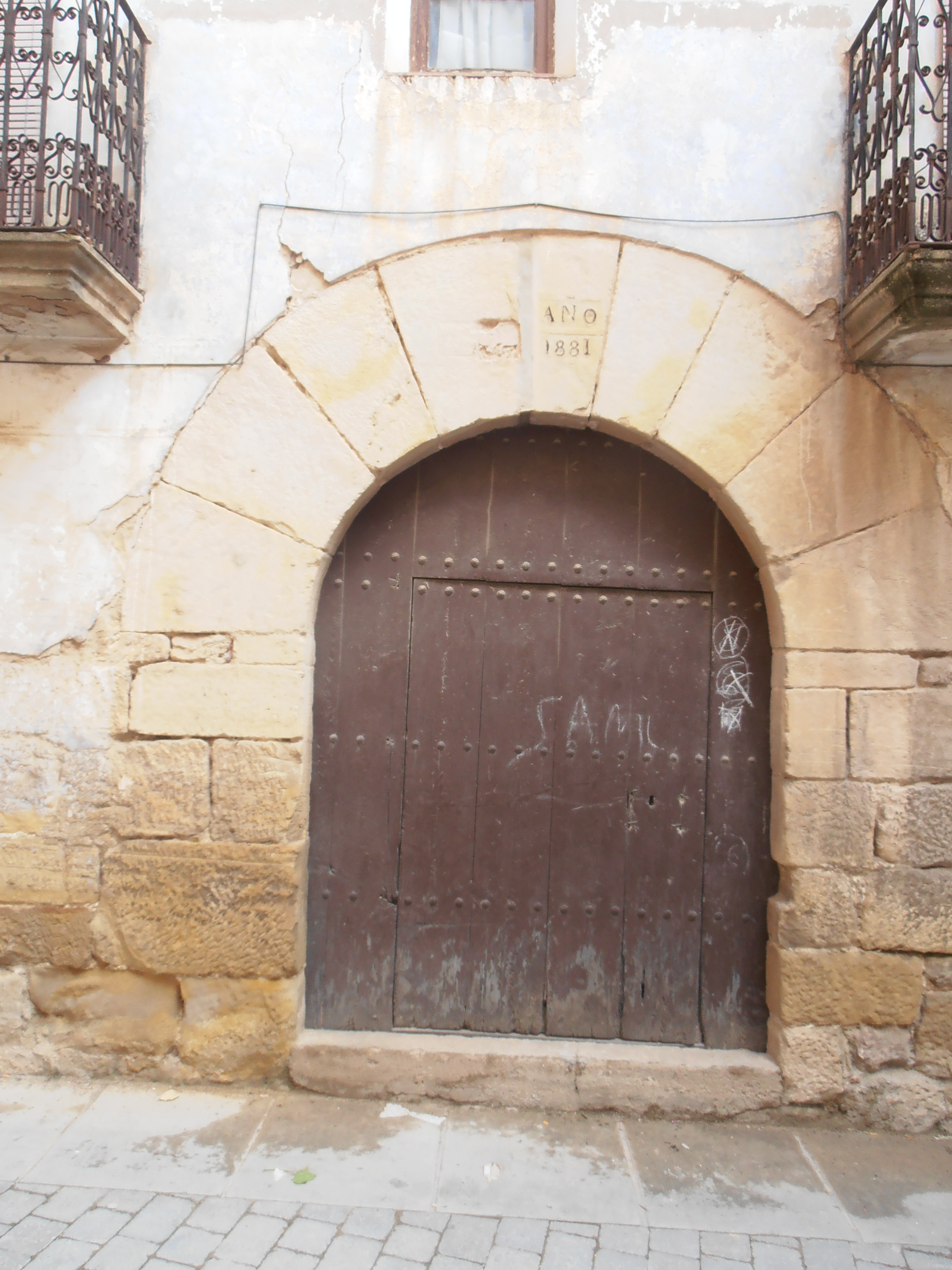
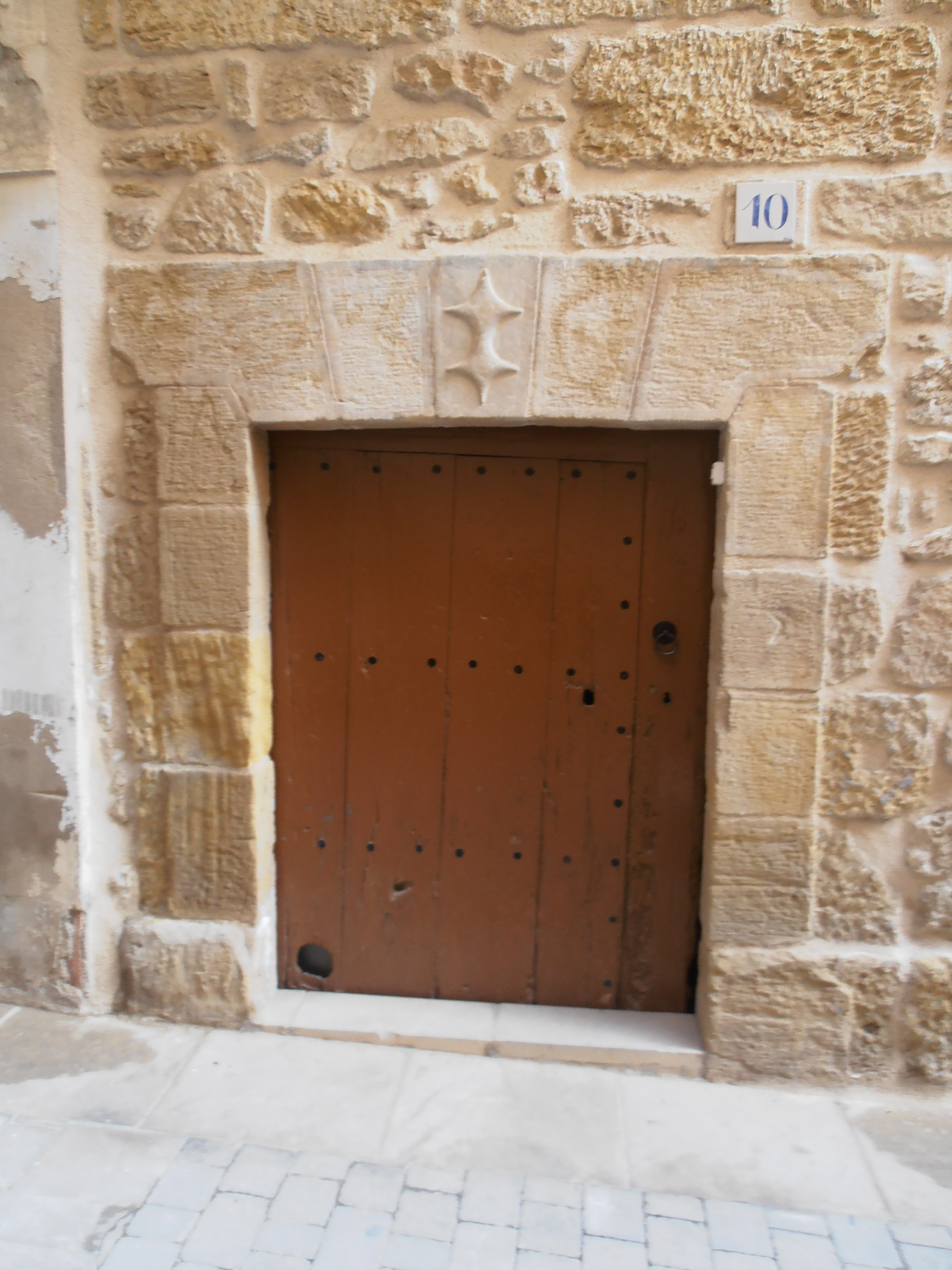

## Personatges
- Josepa Serrano, era filla d'esta població i estava casada amb Estanislau Figueras, president de la Primera República Espanyola.
- Nicanor Villalta (1897-1980), torero.
- Juan José Omella Omella (n. 1946), bisbe.